# جایی که رودخانه‌ها به سمت شمال جریان دارند
جایی که رودخانه‌ها به سمت شمال جریان دارند (به انگلیسی: Where the Rivers Flow North) فیلمی محصول سال ۱۹۹۳ و به کارگردانی جی کریون است. در این فیلم بازیگرانی همچون مایکل جی. فاکس، ریپ تورن، تانتو کاردینال، تریت ویلیامز، مارک مارگولیس و ایمی رایت ایفای نقش کرده‌اند.